# Mirkovec
Mirkovec is een plaats in de gemeente Sveti Križ Začretje in de Kroatische provincie Krapina-Zagorje. De plaats telt 523 inwoners (2001).